# Jorge Rodríguez (político venezolano)
Jorge Jesús Rodríguez Gómez (Barquisimeto, 9 de noviembre de 1965) es un político y psiquiatra venezolano. Ha ejercido varios cargos públicos y funciones tanto en el gobierno de Hugo Chávez, como el de Nicolás Maduro y actualmente es presidente de la Asamblea Nacional de Venezuela desde 2021.
Ha sido vicepresidente de Venezuela, rector y presidente del Consejo Nacional Electoral y alcalde de Caracas entre 2008 y 2017. Desde 2017 fue ministro de Comunicación e Información de Venezuela, hasta el 4 de septiembre de 2020 cuando dejó el cargo para postularse a las elecciones parlamentarias de ese año.
Es hermano de Delcy Rodríguez, actual vicepresidenta y ministra de economía, y es considerado, junto con ella, una de las figuras con mayor poder e influencia en el gobierno de Maduro y el Partido Socialista Unido de Venezuela (PSUV).Hijo de Jorge Antonio Rodríguez, un guerrillero involucrado en el secuestro del empresario estadounidense William Frank Niehous en 1976.
Rodríguez ha jugado un papel relevante en el control de la información y la propaganda del gobierno. Su cercanía con Maduro y su papel en la administración han sido fundamentales para mantener el poder del régimen. La Oficina de Control de Activos Extranjeros (OFAC) del Departamento del Tesoro de los Estados Unidos ha sancionado a Rodríguez por su implicación en actos de corrupción y represión política. Fue sancionado por Canadá el 22 de septiembre de 2017 por su papel en la erosión de la democracia.
El 5 de enero de 2025, Jorge Rodríguez Gómez fue reelegido como presidente de la Asamblea Nacional de Venezuela para el período 2025-2026. Durante su discurso de toma de posesión, Rodríguez destacó: «La paz está con nosotros» y afirmó que «el diálogo estará con nosotros, el libre intercambio de ideas será la marca del futuro que estamos construyendo». Esta reelección refuerza su posición como una figura clave en el gobierno venezolano y amplía su influencia política en el país.

## Biografía

### Primeros años
Es hijo de Jorge Antonio Rodríguez, fundador de la Liga Socialista, quien participó del secuestro del vicepresidente de Owens-Illinois Venezuela, William Niehous, tras considerarlo relacionado con la CIA, resultando en el secuestro más largo de la historia de Venezuela. Rodríguez padre fue torturado por la Dirección General Sectorial de los Servicios de Inteligencia y Prevención (DISIP) hasta tener un infarto el 25 de julio de 1976.
Según El País, Delcy Gómez, madre de Jorge Rodríguez «quedó marcada por ese crimen. Ella instigó en sus hijos la obligación de ser los mejores, conquistar el poder y vengar la muerte de su padre».

### Inicios en la política
Rodríguez estudió Medicina en la Escuela Luis Razetti de la Universidad Central de Venezuela y obtuvo la especialización en Psiquiatría en la misma institución. Fue médico residente del Instituto Venezolano de los Seguros Sociales (1995); docente del postgrado en Psiquiatría del Hospital Universitario de Caracas y del postgrado de psicología clínica comunitaria de la UCAB, ejercicio privado de la profesión y fue director médico de Residencias Humana (2002).
En 1998, obtuvo el primer premio en el Concurso Anual de Relatos que organizó el diario venezolano El Nacional en 1998, con su obra Dime cuántos ríos son hechos de tus lágrimas.
En su época universitaria se destacó como líder del movimiento estudiantil UCEVISTA. Fue presidente del Centro de Estudiantes de la Escuela de Medicina "Luis Razetti" (1987) y un año más tarde Presidente de la Federación de Centros Universitarios (1988); también fue miembro de la denominada "Plancha 80" de la Universidad Central de Venezuela, junto a otras figuras como Juan Barreto Cipriani y Anahí Arizmendi.[cita requerida]

### Rector del Consejo Nacional Electoral
Fue presidente de la Junta Nacional Electoral, unas de las subdivisiones del Consejo Nacional Electoral (CNE), encargado de organizar técnicamente el Referéndum Presidencial en 2004. Según El País, el CNE de Rodríguez ayudó a dilatar el referéndum (legalmente posible desde 2003), dándole tiempo a Chávez de repartir subsidios que fueron fundamentales para su victoria, lo que habría catapultado su carrera política.
Posteriormente Rodríguez fue nombrado presidente del mismo organismo entre enero de 2005 y abril de 2006, luego de que el anterior presidente del CNE, Francisco Carrasquero, fuese nombrado magistrado del Tribunal Supremo de Justicia por la Asamblea Nacional.
En 2006, con la designación de nuevas autoridades para el Poder Electoral por parte del parlamento venezolano, deja el CNE, trabajando por un tiempo en la cadena de noticias gubernamental Telesur como conductor del programa de entrevistas “Latitud América”. Luego de haber formado parte de la autoridad electoral se declaró abiertamente partidario del presidente Chávez.

### Vicepresidente
El 3 de enero de 2007 se anunció que sería nombrado Vicepresidente de Venezuela por el recién reelecto Presidente Hugo Chávez Frías en sustitución de José Vicente Rangel. Rodríguez asumió este cargo el 8 de enero de 2007 cuando oficialmente fue juramentado en el Teatro Teresa Carreño.
El 9 de enero, fue designado además presidente del Comité Organizador Nacional (CON) de la Copa América 2007, con la aprobación de la FVF en sustitución de Aristóbulo Istúriz, quien desempeñó ese cargo mientras fue ministro de Educación y Deportes.
En 2007, su nombre ha sido mencionado en la investigación del FBI sobre el caso de la valija de Antonini Wilson, que alega que la operación para encubrir el origen y destino de los fondos se gestó en colaboración con la oficina de Rodríguez y la Dirección de los Servicios de Inteligencia y Prevención (DISP) de Venezuela. En el contexto venezolano, se comenta que personas cercanas a Rodríguez habrían amenazado a Antonini Wilson para que no revelara información sobre los fondos.
Un mes después de la derrota electoral del proyecto de reforma de 2007, Chávez reestructuró su gabinete, reemplazando a Jorge Rodríguez por Ramón Carrizales como vicepresidente. Chávez declaró que Rodríguez se dedicaría exclusivamente a impulsar el naciente Partido Socialista Unido de Venezuela.

### Coordinador del Partido Socialista Unido de Venezuela
Después de ejercer el cargo de Vicepresidente de la República de Venezuela bajo el gobierno del Presidente Hugo Chávez, este lo designa el 3 de enero de 2008 para el rol máximo en la conformación de un nuevo partido que implica la unión de partidos políticos de izquierda venezolanos de tendencia Chavista para crear al Partido Socialista Unido de Venezuela.
El Presidente le encarga además la instalación del congreso fundacional y de la coordinación de estrategias para futuros eventos electorales. Dentro de las elecciones internas de la organización, resulta elegido candidato alcalde del municipio caraqueño de Libertador en los comicios regionales de noviembre de 2008, en los cuales obtiene el 53% de los votos sustituyendo a su co-militante Freddy Bernal.

### Alcalde del Municipio Libertador
Fue alcalde de Caracas desde el 23 de noviembre de 2008, habiendo sido elegido con el 53% de los votos. 
Según El País, Nicolás Maduro y Rodríguez sellaron una alianza política en 2012.
El 8 de diciembre de 2013 Rodríguez fue reelecto Alcalde del Municipio Libertador del Distrito capital en Venezuela para el período 2014-2018, frente al político opositor, Ismael García, con 54,55% de los votos. 
La prensa remarcó que Rodríguez ganó con una diferencia de 12% con una participación de 59% cuando el promedio de votación es de 50%. Actualmente conduce también el programa televisivo La Política en el Diván. El programa es transmitido cada jueves por Venezolana de Televisión (VTV).[cita requerida]

### Sanciones
El 25 de septiembre de 2018, el gobierno estadounidense de Donald Trump impuso una serie sanciones personales en contra de funcionarios venezolanos; el Departamento del Tesoro, a través de la Oficina de Control de Bienes Extranjeros (OFAC, por sus siglas en inglés), anunció que las medidas que afectan varios funcionarios, incluyendo a Rodríguez.

### Presidente de la Asamblea Nacional
Jorge Rodríguez asumió como presidente de la Asamblea Nacional de Venezuela, tras ser propuesto por el Bloque de la Patria, el 5 de enero de 2021, y ha dirigido el primer, segundo y tercer año de la V Legislatura.
Reaccionó desafiante contra las declaraciones de Erik Prince, mercenario estadounidense involucrado en Ya casi Venezuela, garantizándole una celda en Tocorón.
El País lo describió como parte de la troika que maneja el chavismo-madurismo, junto con Maduro y su hermana Delcy, y uno de los posibles sucesores de Maduro, en el hipotético caso de que Maduro no renueve su mandato.

## Vínculos con empresarios
Jorge Rodríguez Gómez, junto a su hermana, Delcy Rodríguez, vicepresidenta de la República forman un dúo influyente cuya ascendencia política ha facilitado la creación de una nueva élite económica a su alrededor. Entre sus principales asociados se encuentran los hermanos Abou Nassif, de origen libanés, quienes controlan una red de empresas que han prosperado gracias a su relación con los Rodríguez. Esta red incluye negocios en construcción, servicios turísticos, inmobiliarios, importación de alimentos y empaquetadoras. Yussef Abou Nassif, considerado pareja sentimental de Delcy Rodríguez, ha sido un enlace clave con el poder, mientras que Nabil Abou Nassif trabajó estrechamente con Jorge Rodríguez cuando este era alcalde de Caracas. Los Abou Nassif han obtenido contratos millonarios, especialmente a través del programa de Comités Locales de Abastecimiento y Producción (CLAP), destacándose por recibir al menos 413 millones de dólares entre 2017 y 2018, además de otros 145 millones de euros en 2019 por la importación de kits de hemodiálisis. La relación entre los Rodríguez y los Abou Nassif ha sido esencial para la creación de un emporio empresarial que se ha expandido a múltiples sectores, aprovechando la posición privilegiada de los hermanos Rodríguez en el gobierno venezolano.Otro empresario vinculado es Majed Khalil Majzoub, señalado como testaferro de Rodríguez y beneficiario de contratos eléctricos y de importación de alimentos.

## Vida personal
Su hermana es Delcy Rodríguez, actual Vicepresidenta de Venezuela desde el 14 de junio de 2018, y anteriormente presidenta de la Asamblea Nacional Constituyente, vicepresidenta de la república y canciller de Venezuela. Delcy también fue ministra del Despacho de la Presidencia (2006) y ministra de Comunicación e Información (2014).

## Controversias
En 2019 cuando Jorge Rodríguez Gómez era ministro de Comunicación del gobierno de Nicolás Maduro, se presentó ante las cámaras de televisión para acusar a los diputados Yanet Fermín y Fernando Orozco de la Asamblea Nacional de planificar acciones terroristas, aunque no presentó pruebas concluyentes. Durante 38 minutos, Rodríguez manipuló las declaraciones de los diputados, evocando la estrategia de propaganda de Joseph Goebbels, al afirmar repetidamente que poseía pruebas contundentes, pero sin mostrarlas. El objetivo era justificar la persecución contra Fermín y Orozco, sumándolos a la lista de parlamentarios a quienes la Asamblea Constituyente oficialista les allanó la inmunidad. En su discurso, Rodríguez intentó desprestigiar a Juan Guaidó y al partido Voluntad Popular, acusándolos de planear un ataque armado contra unidades militares. Sin embargo, las pruebas presentadas consistieron en videos editados y testimonios manipulados que no demostraron las acusaciones. En uno de los videos, el diputado Orozco fue grabado por un policía estatal en un bar, discutiendo una supuesta conspiración, pero sin proporcionar evidencia concreta de la posesión de armas o de planes para un golpe de Estado. Rodríguez mencionó supuestas conexiones con Colombia y el financiamiento de actos terroristas por parte de opositores exiliados, aunque estas afirmaciones carecían de sustento real.
Jorge Rodríguez también ha liderado múltiples rondas de negociaciones con la oposición, todas fracasadas y abandonadas a iniciativa de Jorge Rodríguez.

### Irrespetuoso
El diputado Jorge Rodríguez en un lenguaje poco diplomático en febrero de 2025 se refirió al presidente de Chile «En la República Bolivariana de Venezuela, en este país, este gobierno, sus instituciones derrotaron, exterminaron a la banda Tren de Aragua y todas las bandas criminales que tenían asolados a la población, hoy por hoy duele a quien le duele, al imbécil Gabriel Boric, somos hoy por hoy el país más seguro de este continente y nadie puede negar esa realidad».